# أماندا كيلر
أماندا كيلر (بالإنجليزية: Amanda Keller)‏ هي مقدمة برامج إذاعية وصحفية ومقدمة تلفزيونية أسترالية، ولدت في 25 فبراير 1962 في سيدني في أستراليا.

## وصلات خارجية
- أماندا كيلر على موقع IMDb (الإنجليزية)
- أماندا كيلر على موقع قاعدة بيانات الفيلم (الإنجليزية)